# カルロス・タイス

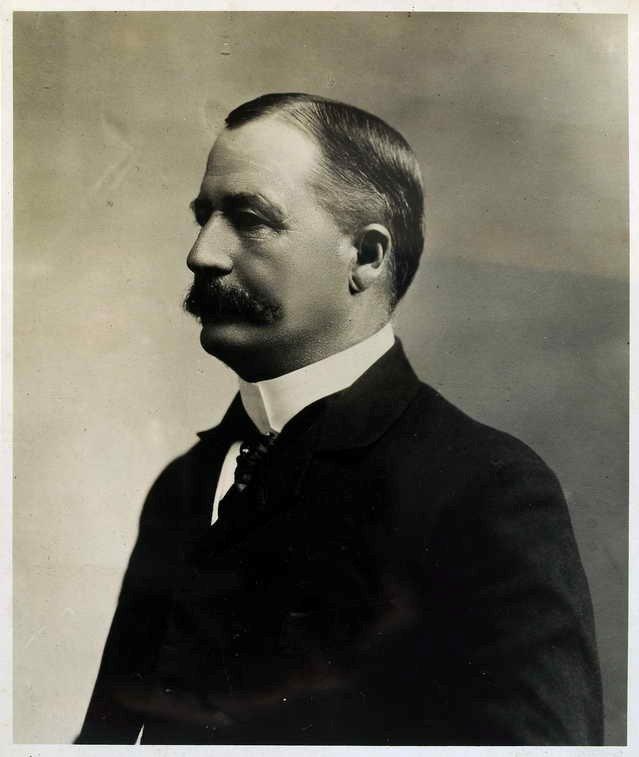
カルロス・タイス

カルロス・タイス（Carlos Thays、1849年8月20日 - 1934年1月31日）は、フランスパリ出身の造園家。フランス語名はジュール・シャルル・テイス（Jules Charles Thays）。有名な造園家エドゥアール・アンドレの弟子で、主にアルゼンチンの公園や公共広場の改修と拡張を行い、その分野で最も重要なデザイナーの一人。
作品はアルゼンチンの主要都市にある公園、牧場や庭を手広く手がけ、ブエノスアイレス、サン・ファン、トゥクマン、コルドバ、パラナ、メンドーサ、サルタの他、サン・ルイス、マラニョン州（ブラジル）、ロサリオ、マル・デル・プラタ（1903年から1909年の間に市街地すべて）、コロネル・スアーレス（ブエノスアイレス州）、とパレルモ・チーコ（ブエノスアイレス）、カラスコ（モンテビデオ）とChovet地区（サンタ・フェ）チリのモンテビデオ、サンティアゴの都市デザインや公園や公共遊歩道などの生みの親である。
1889年にアルゼンチンに到着してからは、人生の残りをこの地で過ごしている。

## 略歴
1891年に、ブエノスアイレス市の公園と通り、公園改造、散歩道、拡張と改造、公共公園に植樹を実施する監理官に任命された。また、メンドーサ、コルドバ、エントレ・リオス州、サン・フアンとトゥクマンの州でも任用された。
彼は北部の植物とアルゼンチンのメソポタミアの深い知識を持って、地方から木々の数千を持ってきて、歩道上に植えるなど、ブエノスアイレス市の都市景観を再構築した。ブエノスアイレス植物園とトレス・デ・フェブレーロ公園やセンテナリオ公園、レサーマ公園、およびパトリシオス公園の他、マジョ広場、コンスティトゥション広場、バランカス・デ・ベルグラーノ公園や議会広場も彼の仕事である。ブエノスアイレス郊外で手がけた牧場は観光レクリエーションのための最初の大きな農村施設となる。彼は設計当初から、場所を考えたり改善するための管理にも携わるようにしていたという。
タイスによって設計された重要な作品は他に、パレルモの森やブエノスアイレスの街の「肺」を構成した12000樹木の標本（モクレン、アラウカリア、jacarandas、ヤシの木、等）と、9つの噴水、彫刻群や記念碑群がある。さらに、1892年から1898年まで家族と住んでいた、現在カルロス・タイス植物園 (Jardin Botanico Carlos Thays)として知られる植物園も驚異の作で、ここではアルゼンチンの州および世界の他の地域の植物を集め、自分の解釈でランドスケープデザインの3つのタイプを判別するために対称混在させ絵のように管理していた。ブエノスアイレスの植物園は、アルゼンチンの森林の特性を踏まえ開発された研究の結果であり、結果として、彼はアルゼンチンで最もスペースを維持を目的とした、国立公園の作成のための提案を生成可能にした。
このほか40人以上の農村施設の公園、庭園、温室や装飾品までも設計した。
パレルモチコとモンテビデオ・カラスコのビーチ人口（1912年）と住宅街のためのデザインは、生活の方法で特定の非公式に関連付けられているアーキテクチャと都市の両方で彼の絵のようなデザインを特徴づけている。手がけた作で最大のプロジェクトではジャングル、滝、自然の風景や都市の中心部にあるイグアス国立公園（1911年）が知られる。